# Жеребьонки
Жеребьо́нки (рос. Жеребёнки) — присілок в Зав'яловському районі Удмуртії, Росія.
Знаходиться на лівому березі струмка Жеребьоновський, правої притоки річки Бісарка, яка в свою чергу є лівою притокою річки Бабинка, на північний захід від присілка Бабино.

## Населення
Населення — 22 особи (2010; 11 в 2002).
Національний склад станом на 2002 рік:
- росіяни — 46 %
- удмурти — 45 %

## Урбаноніми:[3]
- вулиці — Зарічна, Садова, Центральна